# Свештеномученик Монтан
Свештеномученик Монтан и његова супруга Максима Београдска су хришћански светитељи из 3. века, који су мученички пострадали 304. године у Сирмијуму.
Обоје су родом из Сингидунума (данас Београд). Као верни хришћани, одбили су да принесу жртву идолима због чега су убијени и бачени у реку Саву 304. године у Сирмијуму.
Цар Диоклецијан и његов савладар и зет Галерије који је столовао у Сирмијуму (данас Сремска Митровица) спроводили су у то време велики прогон хришћана.
Житије светог Монтана и његове супруге Максиме налазимо у руским и румунским изворима, али и у многобројним древним, пре свега, латинским текстовима старе цркве. У њима стоји да су Монтан и Максима живели у Сингидунуму крајем 3. и почетком 4. века, где их је у фебруару 304. године затекао почетак прогона. У граду је прогон спроводио гувернер Проб. Његова свирепа „ефикасност“ у спровођењу одлука едикта, по коме је само мртав хришћанин био добар хришћанин, је доводила ондашње хришћане пред тежак избор да ли да остану и да засигурно буду погубљени, или да беже и покушају тако да спасу живу главу. Свети Монтан и света Максима, следећи Христове речи: „Кад вас потерају у једном граду ви бежите у други“ (Мт. 10, 23), отишли су у оближњи славни хришћански град Сирмијум, где је у то време столовао надалеко познати епископ Иринеј.
Њих су на путу за Сирмијум заробили Римски војници и одвели гувернеру Пробу. Чим је испитивање почело, свети Монтан је исповедио своју веру у Исуса Христа и признао је да је свештеник. Након за то време уобичајеног процеса, Проб је затражио од њега да принесе жртве идолима што је Монтан одбио. На суђењу гувернер се служио лепим речима и смицалицама не би ли га преобратио. Међутим, Монтан је остао чврст и непоколебљив у својој вери. Објашњавао је судији да би приношење жртава идолима било равно одрицању Исуса Христа као Господа и Господара неба и земље. Револтиран и осујећен оваквим бескомпромисним држањем, а намеравајући да искористи слабости „нежнијег пола“, Проб је позовао његову супругу Максиму и суочио је са светим Монтаном. Обоје су изведени на главни мост на реци Сави у Сирмијуму где се суђење и наставило.
Покушали су претњама приволети Максиму да се одрекне хришћанске вере и да свог мужа наговори да и он учини исто. Максима, је све то одбила и затражила од Проба да буде мучена заједно са својим мужем са жељом да и она постане Христова мученица. Њено држање изазвало је одушевљење окупљеног народа. Плашећи се да би многи могли да под утицајем Максиминог држања на суђењу приме хришћанство, гувернер је одлучио да прекине процес и да их убије.
Страдање ових храбрих мученика за веру се догодила 26. марта 304. године.
Недалеко од места суђења, ризикујући своје животе, хришћани су извукли њихова тела и главе из реке. Њихове мошти су накнадно пренете у Рим и сахрањене у гробници свете Прискиле, где су и остале 1500 година. Године 1804. неколико гробова је отворено и откривене су многе мошти које су приказане у Римокатоличкој цркви. Међу откривеним моштима налазиле су се и мошти свете Максиме које су биле изузетно очуване. Папа Пије VII је ове нетљене мошти предао утицајној римској породици Синибалди која их је чувала преко 100 година у својој приватној капели.
Године 1927. мошти свете Максиме предате су на чување католичком монашком реду Пур Кларес оф Сан Лоренцо у Риму, одакле су касније пренете у Чикаго где остају 40 година. А онда почиње сељење моштију из једног манастира у други, од једног свештеника до другог. У једном тренутку постојала је опасност да заврше на градској депонији. Тако би се и догодило да није било оца Џозефа Лоура, католичког мисионара, који их је узео код себе. Након његове смрти, мошти су трајно дате на чување католичком манастиру у Охају, где се и данас налазе.
Православна црква слави светог свештеномученика Монтана и његову жену Максиму 13/26. марта.